# سیارک ۲۳۶۹۸۷
سیارک ۲۳۶۹۸۷ (به انگلیسی: 236987 Deustua، نامگذاری:2008QX9)۲۳۶۹۸۷مین سیارک کشف شده‌است که در ۲۶ اوت ۲۰۰۸ کشف شد.